# Ognisty ptak (film 2021)
Ognisty ptak (ang. Firebird) – romantyczny dramat wojenny z 2021 roku, debiutancki film fabularny estońskiego reżysera, absolwenta Harvardu i Uniwersytetu Południowej Kalifornii, Peetera Rebane’a. W filmie, którego akcja toczy się w czasie zimnej wojny w Związku Radzieckim, między dwoma mężczyznami rozwija się niebezpieczny związek miłosny. Film został oparty na prawdziwym opowiadaniu żołnierza Siergieja Fetisova Historia Romana (ang. The Story of Roman) o zakazanej miłości między szeregowym a pilotem myśliwca.
Nazwa filmu Ognisty ptak – to składanie hołdu ciężkim myśliwcom (ognistym ptakom w niebie) i baletowi o tej samej nazwie z muzyką Igora Strawińskiego.
Światowa premiera filmu odbyła się 17 marca 2021 roku w Londynie. W kwietniu 2021 film został pokazany w Moskwie. Premiera w Polsce miała miejsce 10 czerwca 2022 roku.

## Fabuła
Akcja rozgrywa się w latach 70. u szczytu zimnej wojny. Siergiej Sieriebriennikow, młody szeregowy, odlicza dni do zakończenia służby wojskowej w estońskiej SRR. Pilot myśliwca Roman Matwiejew przybywa do sowieckiej jednostki wojskowej. Między dwoma mężczyznami powstaje szczególna więź. Wojskowi zaczynają się spotykać, ale są zmuszeni ukrywać swój związek, aby uchronić się przed odpowiedzialnością karną za sodomię. Sytuację pogarsza donos, który mówi o związku Romana z mężczyzną. Pilot temu zaprzecza, zapewniając, że te informacje to tylko plotki, ale dalsze spotkania z Siergiejem stają się problematyczne i niebezpieczne.
Po próbie zerwania stosunków przez Romana, Siergiej, po opuszczeniu jednostki wojskowej, spełnia swoje stare marzenie – wstępuje do szkoły teatralnej w Moskwie. Rok później przyjeżdża do niego Luiza i zaprasza na swój ślub z Romanem. Na weselu Siergiej zdaje sobie sprawę, że Luiza jest naprawdę zakochana w swoim mężu. A od Romana dowiaduje się, że małżeństwo zostało wymuszone z powodu ciąży dziewczyny.
U Romana rośnie syn Sieroża, w międzyczasie Luiza zaczyna podejrzewać, że mąż darzy uczuciem Siergieja. Roman przyjeżdża do Moskwy i zaprasza Siergieja, aby pojechał z nim na wakacje do Soczi, a następnie zamieszkał w Moskwie. W Soczi spędzają razem czas, w Moskwie wynajmują mieszkanie i zapraszają dawnych znajomych na imprezę sylwestrową. Wołodia, przyjaciel Siergieja, przyłapuje ich na całowaniu. Okazuje się, że to on napisał donos na Romana.
W sylwestra Luiza przyjeżdża z synem Sierożą do Romana do Moskwy. Wspólnie z Siergiejem świętują Nowy Rok przy świątecznym stole. Siergiej odchodzi następnego ranka i zostawia na stole list, w którym wyznaje swoje uczucie do Romana. Luiza czyta go jednak jako pierwsza. Pakuje swoje rzeczy, zabiera syna Sierożę i wyjeżdża z Moskwy.
Miesiąc później Siergiej dowiaduje się o liście Romana, w którym on prosi go o telefon i rozmowę. Siergiej dzwoni do jednostki, na telefon odpowiada pułkownik Kuzniecow i mówi, że po Nowym Roku Roman wyjechał do Afganistanu eskortować konwoje z granicy do obozu i tam zginął.
W tym samym liście Roman opowiada o miłości do Siergieja:

Mówić i robić, marzyć i żyć – to nie to samo Siergieju. Zanim otrzymasz ten list, wyjadę już do Afganistanu. Trzy dni, które dał mi do myślenia Kuzniecow, dobiegają końca. Ale o czym tu myśleć? Nie mogę wybierać ze strachu przed zranieniem tych, których kocham. Już nie mogę więcej siebie dzielić i jednocześnie należeć do wszystkich.

Siergiej przyjeżdża do mieszkania, w którym mieszka Luiza z Sierożą. Zabiera zdjęcia zrobione w czasie służby i w prezencie zostawia Sieroży zabawkowy myśliwiec, wcześniej podarowany mu przez Romana na pamiątkę.

## Obsada
Angielski aktor filmowy i teatralny Tom Prior (który również był współautorem i współproducentem tego filmu). Ukraiński aktor filmowy i teatralny Oleg Zagorodnii, który w filmie gra Romana, pojawił się na scenie awangardowego teatru Gogol Center w Moskwie, a wcześniej – w kilku filmach, w tym zagrał jedną z głównych ról w filmie kryminalnym Oboroten v pogonach Aleksandra Budionnego. Diana Pozharskaya, która gra Luizę, urodziła się w Rosji. Wcześniej grała głównie w rosyjskich serialach telewizyjnych.
| Aktor             | Rola                      |
| ----------------- | ------------------------- |
| Tom Prior         | Siergiej Sieriebriennikow |
| Oleg Zagorodnii   | Roman Matwiejew           |
| Diana Pozharskaya | Luiza                     |
| Kaspar Velberg    | Pilot Selenov             |
| Jake Henderson    | Wołodia, kolega Siergieja |
| Nicholas Woodeson | Pułkownik Kuzniecow       |

## Produkcja i scenografia

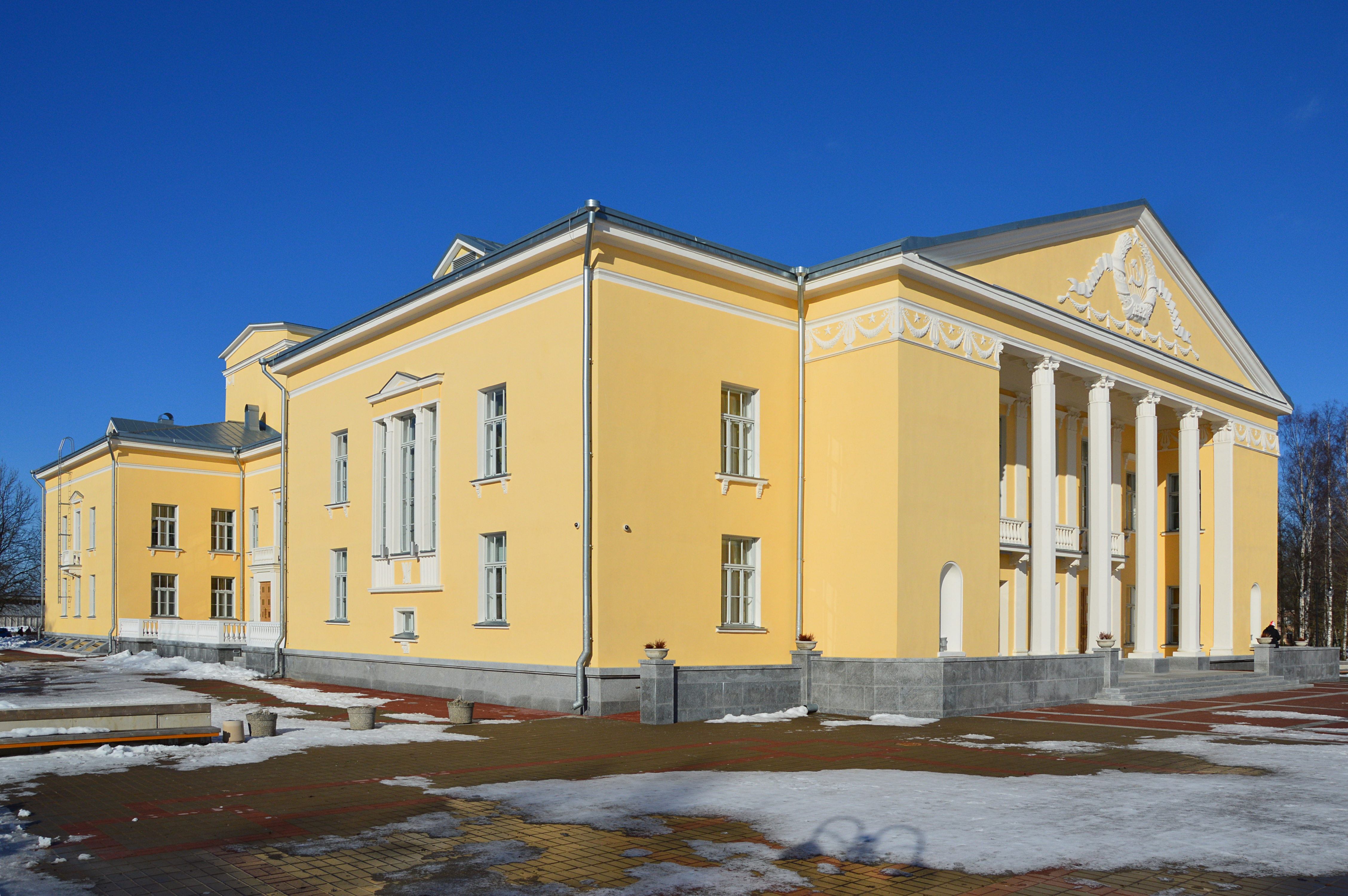
Jesienią 2018 r. rozpoczęły się zdjęcia przy ośrodku kultury w mieście Kohtla-Järve.

Zdjęcia rozpoczęły się 23 września 2018 roku w hrabstwie Ida-Viru w północno-wschodniej Estonii, gdzie etniczni Rosjanie nadal stanowią zdecydowaną większość tamtejszej ludności. Do kręcenia filmów wykorzystano również inne ważne historycznie miejsca w Tallinie i Parnawie. Do końca października 2018 roku nagrania dokonywano w okolicach ośrodka kultury w Kohtla-Järve, który został w tym celu przeprojektowany, by wyglądał jak 40 lat wcześniej. Scenografię stworzyli Eva-Maria Gramakovski, Kalju Kivi i Frantseska Vakkum. Operatorem był Mait Mäekivi.

## Nagrody
Frameline San Francisco International LGBTQ Film Festival 2021
- Wyróżnienie w konkursie pełnometrażowym (Peeter Rebane)[10]

Out On Film 2021
- Nagroda Publiczności[11]